# Llista de monuments de Sanaüja
Llista de monuments de Sanaüja inclosos en l'Inventari del Patrimoni Arquitectònic Català pel municipi de Sanaüja (Segarra). Inclou els inscrits en el Registre de Béns Culturals d'Interès Nacional (BCIN) amb la classificació de monuments històrics, els Béns Culturals d'Interès Local (BCIL) de caràcter immoble i la resta de béns arquitectònics integrants del patrimoni cultural català.
| Monument                                                            | Protecció    | Estil/època                       | Localització                                                        | Coordenades                                          | Codi?         | Imatge |
| ------------------------------------------------------------------- | ------------ | --------------------------------- | ------------------------------------------------------------------- | ---------------------------------------------------- | ------------- | --- |
| Església parroquial de Santa Maria de la Plaça                      | BCIN 388-MH  | Gòtic tardà, barroc XVI, XVIII    | Sanaüja Pl. Major                                                   | 41° 52′ 35″ N, 1° 18′ 40″ E / 41.87636°N,1.31099°E   | IPA-450       | Església parroquial de Santa Maria de la Plaça (Sanaüja) · Vegeu més fotos d'aquest monument · Carregueu una nova foto d'aquest monument |
| Castell de Sanaüja                                                  | BCIN 1391-MH | Romànic, barroc X, XVII           | Sanaüja Turó del Castell                                            | 41° 52′ 40″ N, 1° 18′ 37″ E / 41.877858°N,1.310174°E | RI-51-0006466 | Castell de Sanaüja · Vegeu més fotos d'aquest monument · Carregueu una nova foto d'aquest monument                                       |
| Convent dels Agustins del Pla, o Santuari de la Mare de Déu del Pla |              | Barroc XVIII                      | Sanaüja Davant de la cruïlla de Sanaüja, damunt una petita elevació | 41° 52′ 13″ N, 1° 18′ 22″ E / 41.8703°N,1.3062°E     | IPA-26179     | Convent dels Agustins del Pla (Sanaüja) · Vegeu més fotos d'aquest monument · Carregueu una nova foto d'aquest monument                  |
| El Campanar, o Torre del Rellotge                                   |              | Obra popular XX Inici             | Sanaüja Pl. Major                                                   | 41° 52′ 34″ N, 1° 18′ 39″ E / 41.87602°N,1.31089°E   | IPA-26184     | El Campanar (Sanaüja) · Vegeu més fotos d'aquest monument · Carregueu una nova foto d'aquest monument                                    |
| Font pública                                                        |              | Historicisme XIX Final            | Sanaüja Pl. Major, adossada a la façana d'ingrés de l'església      | 41° 52′ 35″ N, 1° 18′ 39″ E / 41.87625°N,1.3109°E    | IPA-26185     | Font pública (Sanaüja) · Vegeu més fotos d'aquest monument · Carregueu una nova foto d'aquest monument                                   |
| La Portelleta                                                       |              | Obra popular XIII                 | Sanaüja Pujada des del c. de l'Aigua al c. Moré                     | 41° 52′ 36″ N, 1° 18′ 40″ E / 41.87663°N,1.31103°E   | IPA-26186     | La Portelleta (Sanaüja) · Vegeu més fotos d'aquest monument · Carregueu una nova foto d'aquest monument                                  |
| Capella de Santa Magdalena                                          | BCIL 2008    | Romànic XII                       | Sanaüja En un extrem del cementiri municipal                        | 41° 52′ 25″ N, 1° 18′ 34″ E / 41.87367°N,1.30935°E   | IPA-26187     | Capella de Santa Magdalena (Sanaüja) · Vegeu més fotos d'aquest monument · Carregueu una nova foto d'aquest monument                     |
| Cal Màrtir                                                          |              | Gòtic XIV                         | Sanaüja C. Bassal, 28                                               | 41° 52′ 31″ N, 1° 18′ 36″ E / 41.87532°N,1.30997°E   | IPA-26189     | Cal Màrtir (Sanaüja) · Vegeu més fotos d'aquest monument · Carregueu una nova foto d'aquest monument                                     |
| Cal Pujolà                                                          |              | Barroc XVIII                      | Sanaüja Pl. Major, 11                                               | 41° 52′ 35″ N, 1° 18′ 40″ E / 41.87626°N,1.3111°E    | IPA-26191     | Cal Pujolà (Sanaüja) · Vegeu més fotos d'aquest monument · Carregueu una nova foto d'aquest monument                                     |
| Ca l'Enric, o Cal Gualdo                                            |              | Barroc XVI                        | Sanaüja Pl. Major, 14                                               | 41° 52′ 36″ N, 1° 18′ 39″ E / 41.87654°N,1.31083°E   | IPA-26192     | Ca l'Enric (Sanaüja) · Vegeu més fotos d'aquest monument · Carregueu una nova foto d'aquest monument                                     |
| Cal Nen del Carnisser, o Cal Xamotis                                |              | Obra popular XVI, XX Final        | Sanaüja C. Moré, 18                                                 | 41° 52′ 37″ N, 1° 18′ 41″ E / 41.87695°N,1.31138°E   | IPA-26193     | Cal Nen del Carnisser (Sanaüja) · Vegeu més fotos d'aquest monument · Carregueu una nova foto d'aquest monument                          |
| Cal Palau                                                           |              | Barroc XVI                        | Sanaüja C. Major, 12                                                | 41° 52′ 32″ N, 1° 18′ 39″ E / 41.87558°N,1.31077°E   | IPA-26194     | Cal Palau (Sanaüja) · Vegeu més fotos d'aquest monument · Carregueu una nova foto d'aquest monument                                      |
| Cal Planes, o Cal Teixidor                                          |              | Obra popular XVI                  | Sanaüja C. Major, 5                                                 | 41° 52′ 32″ N, 1° 18′ 39″ E / 41.87552°N,1.31097°E   | IPA-26195     | Cal Planes (Sanaüja) · Vegeu més fotos d'aquest monument · Carregueu una nova foto d'aquest monument                                     |
| Cal Cortada                                                         |              | Eclecticisme XIX                  | Sanaüja C. Bassal, 44                                               | 41° 52′ 31″ N, 1° 18′ 37″ E / 41.87521°N,1.31022°E   | IPA-26196     | Cal Cortada (Sanaüja) · Vegeu més fotos d'aquest monument · Carregueu una nova foto d'aquest monument                                    |
| Antic Centre, o el Centro                                           |              | Obra popular, barroc XVIII        | Sanaüja C. Baixada del Centre, 22                                   | 41° 52′ 37″ N, 1° 18′ 42″ E / 41.87701°N,1.31164°E   | IPA-26197     | Antic Centre (Sanaüja) · Vegeu més fotos d'aquest monument · Carregueu una nova foto d'aquest monument                                   |
| Els Porxos de la plaça                                              |              | Gòtic, renaixement XVI            | Sanaüja Pl. Major                                                   | 41° 52′ 35″ N, 1° 18′ 39″ E / 41.87629°N,1.31075°E   | IPA-26198     | Els Porxos de la plaça (Sanaüja) · Vegeu més fotos d'aquest monument · Carregueu una nova foto d'aquest monument                         |
| Ca l'Alet                                                           |              | Obra popular XVIII                | Sanaüja Pl. Major, 17                                               | 41° 52′ 36″ N, 1° 18′ 38″ E / 41.87665°N,1.3106°E    | IPA-26199     | Ca l'Alet (Sanaüja) · Vegeu més fotos d'aquest monument · Carregueu una nova foto d'aquest monument                                      |
| Cal Segimon                                                         |              | Obra popular, gòtic XX Final, XVI | Sanaüja Pl. Major, 8                                                | 41° 52′ 34″ N, 1° 18′ 40″ E / 41.87615°N,1.31104°E   | IPA-26200     | Cal Segimon (Sanaüja) · Vegeu més fotos d'aquest monument · Carregueu una nova foto d'aquest monument                                    |
| Cal Caus                                                            |              | Obra popular XIX Mitjan           | Sanaüja C. Morè, 35                                                 | 41° 52′ 38″ N, 1° 18′ 42″ E / 41.87724°N,1.31155°E   | IPA-26201     | Cal Caus (Sanaüja) · Vegeu més fotos d'aquest monument · Carregueu una nova foto d'aquest monument                                       |
| Cal Mateu, o Cal Mariano                                            |              | Obra popular XX Inici             | Sanaüja Pl. Major, 24                                               | 41° 52′ 34″ N, 1° 18′ 38″ E / 41.87619°N,1.31067°E   | IPA-26202     | Cal Mateu (Sanaüja) · Vegeu més fotos d'aquest monument · Carregueu una nova foto d'aquest monument                                      |
| Cal Carnisser                                                       |              | Obra popular XVI                  | Sanaüja C. Major, 10                                                | 41° 52′ 32″ N, 1° 18′ 39″ E / 41.87566°N,1.31077°E   | IPA-26203     | Cal Carnisser (Sanaüja) · Vegeu més fotos d'aquest monument · Carregueu una nova foto d'aquest monument                                  |
| Molí del Cava, o Molí de Puig-arner                                 |              | Obra popular XIX                  | Sanaüja Ctra. C-1412 a Biosca, km 3, camí esquerra                  | 41° 50′ 10″ N, 1° 18′ 40″ E / 41.836025°N,1.311129°E | IPA-26216     | Molí del Cava (Sanaüja) · Vegeu més fotos d'aquest monument · Carregueu una nova foto d'aquest monument                                  |
| Molí de Sanaüja, o Molí del Gualdo                                  |              | Obra popular XIX                  | Sanaüja Camí de la Font del Ferro, a 250 m del pont de Sanaüja      | 41° 52′ 38″ N, 1° 18′ 46″ E / 41.87734°N,1.31279°E   | IPA-26217     | Molí de Sanaüja · Vegeu més fotos d'aquest monument · Carregueu una nova foto d'aquest monument                                          |
| Cal Caus Petit                                                      |              | Obra popular XX Inici             | Sanaüja C. Morè, 22                                                 | 41° 52′ 38″ N, 1° 18′ 42″ E / 41.87715°N,1.31165°E   | IPA-30798     | Cal Caus Petit (Sanaüja) · Vegeu més fotos d'aquest monument · Carregueu una nova foto d'aquest monument                                 |
| Cal Masdeuró, o Ca l'Artés                                          |              | Barroc XVIII                      | Sanaüja C. Major, 3 (enderrocat)                                    | 41° 52′ 33″ N, 1° 18′ 39″ E / 41.87574°N,1.31088°E   | IPA-35708     | Cal Masdeuró (Sanaüja) · Vegeu més fotos d'aquest monument · Carregueu una nova foto d'aquest monument                                   |
| Portal dels Escots                                                  |              | Obra popular XV                   | Sanaüja C. dels Escots                                              | 41° 52′ 35″ N, 1° 18′ 34″ E / 41.87635°N,1.30933°E   | IPA-35709     | Portal dels Escots (Sanaüja) · Vegeu més fotos d'aquest monument · Carregueu una nova foto d'aquest monument                             |
| Pont de Sanaüja                                                     |              | Gòtic XIV                         | Sanaüja A l'accés al municipi                                       | 41° 52′ 28″ N, 1° 18′ 35″ E / 41.87441°N,1.3097°E    | IPA-35710     | Pont de Sanaüja · Vegeu més fotos d'aquest monument · Carregueu una nova foto d'aquest monument                                          |
| Balconada de l'Ajuntament                                           |              | Obra popular XIX                  | Sanaüja Pg. de Ronda                                                | 41° 52′ 32″ N, 1° 18′ 34″ E / 41.87568°N,1.30943°E   | IPA-35711     | Balconada de l'Ajuntament (Sanaüja) · Vegeu més fotos d'aquest monument · Carregueu una nova foto d'aquest monument                      |
| Cal Senyoreta                                                       |              | Modernisme XX Inici               | Sanaüja C. Calvari                                                  | 41° 52′ 39″ N, 1° 18′ 43″ E / 41.87762°N,1.31208°E   | IPA-35712     | Cal Senyoreta (Sanaüja) · Vegeu més fotos d'aquest monument · Carregueu una nova foto d'aquest monument                                  |
| Portal de la baixada de Sant Roc                                    |              | Obra popular XVIII, XIX           | Sanaüja Baixada de Sant Roc                                         | 41° 52′ 30″ N, 1° 18′ 38″ E / 41.87502°N,1.31049°E   | IPA-35713     | Portal de la baixada de Sant Roc (Sanaüja) · Vegeu més fotos d'aquest monument · Carregueu una nova foto d'aquest monument               |
| Cal Torelló                                                         |              | Neoclassicisme XVIII              | Sanaüja C. Major, 7                                                 | 41° 52′ 31″ N, 1° 18′ 40″ E / 41.87541°N,1.31104°E   | IPA-35714     | Cal Torelló (Sanaüja) · Vegeu més fotos d'aquest monument · Carregueu una nova foto d'aquest monument                                    |
| Cal Santpare, o Cal Cardona                                         |              | Barroc, obra popular XVIII        | Sanaüja C. del Forn, 1                                              | 41° 52′ 34″ N, 1° 18′ 38″ E / 41.87614°N,1.31052°E   | IPA-35716     | Cal Santpare (Sanaüja) · Vegeu més fotos d'aquest monument · Carregueu una nova foto d'aquest monument                                   |
| Cal Porta, Cal Veí                                                  |              | Eclecticisme XIX                  | Sanaüja C. Bassal, 15                                               | 41° 52′ 33″ N, 1° 18′ 36″ E / 41.875938°N,1.309976°E | IPA-35717     | Cal Porta (Sanaüja) · Vegeu més fotos d'aquest monument · Carregueu una nova foto d'aquest monument                                      |
| Cal Garseta                                                         |              | Historicisme XIX                  | Sanaüja C. Bassal, 12-14                                            | 41° 52′ 33″ N, 1° 18′ 35″ E / 41.87589°N,1.30986°E   | IPA-35718     | Cal Garseta (Sanaüja) · Vegeu més fotos d'aquest monument · Carregueu una nova foto d'aquest monument                                    |
| Cal Garriga                                                         |              | Obra popular XVIII                | Sanaüja C. Bassal, 11                                               | 41° 52′ 34″ N, 1° 18′ 36″ E / 41.87618°N,1.30998°E   | IPA-35719     | Cal Garriga (Sanaüja) · Vegeu més fotos d'aquest monument · Carregueu una nova foto d'aquest monument                                    |
| Cal Bancaler, o Casa Cusell                                         |              | Noucentisme XX Inici              | Sanaüja C. Escots, 32                                               | 41° 52′ 35″ N, 1° 18′ 32″ E / 41.8765°N,1.30896°E    | IPA-35721     | Cal Bancaler (Sanaüja) · Vegeu més fotos d'aquest monument · Carregueu una nova foto d'aquest monument                                   |
| Cal Bosch                                                           |              | Barroc XVIII                      | Sanaüja C. Major, 11                                                | 41° 52′ 31″ N, 1° 18′ 40″ E / 41.87524°N,1.31105°E   | IPA-35722     | Cal Bosch (Sanaüja) · Vegeu més fotos d'aquest monument · Carregueu una nova foto d'aquest monument                                      |
| Safaretjos de Sanaüja                                               |              | Obra popular XX Inici             | Sanaüja Sota el pont de Sanaüja                                     | 41° 52′ 28″ N, 1° 18′ 36″ E / 41.87455°N,1.30996°E   | IPA-35723     | Safaretjos de Sanaüja · Vegeu més fotos d'aquest monument · Carregueu una nova foto d'aquest monument                                    |
| Cementiri de Sanaüja                                                |              | Obra popular Medieval             | Sanaüja Carretera al cementiri                                      | 41° 52′ 25″ N, 1° 18′ 33″ E / 41.873576°N,1.309150°E | IPA-36695     | Cementiri de Sanaüja · Vegeu més fotos d'aquest monument · Carregueu una nova foto d'aquest monument                                     |

L'ermita de Santa Susanna està entre els termes de Sanaüja i Biosca (vegeu la llista de monuments de Biosca)